# Liste der denkmalgeschützten Objekte in Kirchbach (Kärnten)
Die Liste der denkmalgeschützten Objekte in Kirchbach enthält die 20 denkmalgeschützten, unbeweglichen Objekte der Gemeinde Kirchbach in Kärnten.

## Denkmäler
| Foto |                 | Denkmal                                                                     | Standort                                         | Beschreibung | Metadaten |
| ---- | --------------- | --------------------------------------------------------------------------- | ------------------------------------------------ | --- | --- |
| ja   | Datei hochladen | Alter Pfarrhof HERIS-ID: 21445 Objekt-ID: 17765                             | Grafendorf 1 Standort KG: Grafendorf             | Anmerkung: Im Pfarrhof Grafendorf wohnte von 1870 bis 1920 Dechant Franz Franziszi, der Begründer der Kärntner Volkskunde. | BDA-Hist.: Q37862354 Status: § 2a Stand der BDA-Liste: 2025-06-30 Name: Alter Pfarrhof GstNr.: 889 Pfarrhof Grafendorf                                        |
| ja   | Datei hochladen | Harpfe HERIS-ID: 21446 Objekt-ID: 17766                                     | bei Grafendorf 1 Standort KG: Grafendorf         | Das überdachte, seitlich offene Holzgerüst wurde früher zum Trocknen und Lagern von Heu verwendet. Der im Gailtal gebräuchliche Name für Harpfe ist „Kesn“. | BDA-Hist.: Q37862370 Status: § 2a Stand der BDA-Liste: 2025-06-30 Name: Harpfe GstNr.: 889 Harpfe, Grafendorf                                                 |
| ja   | Datei hochladen | Kapelle Zum leidenden Erlöser HERIS-ID: 21444 Objekt-ID: 17764              | in Grafendorf Standort KG: Grafendorf            | Der barocke Bau mit 3/8-Schluss vom Ende des 17. Jahrhunderts besitzt Rundbogenfenster und einen hölzernen Dachreiter mit Spitzhelm. Am Gemälde über dem Eingang ist die Kreuzigung dargestellt. Im Inneren wölbt sich eine Flachtonne mit Stichkappen. Die Fenster sind mit zarten Stuckrahmungen verziert. Das Deckengemälde zeigt Christus am Ölberg und weitere Passionsszenen. Die Mittelfigur des Altars vom Anfang des 18. Jahrhunderts ist ein Schmerzensmann.                                                                                     | BDA-Hist.: Q37862332 Status: § 2a Stand der BDA-Liste: 2025-06-30 Name: Kapelle Zum leidenden Erlöser GstNr.: .89/2 Kapelle Zum leidenden Erlöser, Grafendorf |
| ja   | Datei hochladen | Kath. Pfarrkirche hl. Michael HERIS-ID: 21450 Objekt-ID: 17770              | in Grafendorf Standort KG: Grafendorf            | Die Kirche hat zwischen romanischem Langhaus und spätgotischem Chor einen fünfgeschoßigen Turm mit barocker Zwiebelbekrönung. Über dem spätgotischen spitzbogigen Westportal mit eisenbeschlagener Türe befindet sich ein jüngeres Bild des hl. Michael; an der Südfassade Reste eines Christophorus-Freskos. Wandmalereien im Inneren des Chors sind mit 1514 bezeichnet. Zur Einrichtung aus dem 17. und 18. Jahrhundert zählen Hochaltar mit Opfergangsportalen und Engelsturz-Bild, zwei Seitenaltäre, ein Wandaltar in der Südkapelle und die Kanzel. | BDA-Hist.: Q2082654 Status: § 2a Stand der BDA-Liste: 2025-06-30 Name: Kath. Pfarrkirche hl. Michael GstNr.: .89/1 Pfarrkirche Grafendorf (Gailtal)           |
| ja   | Datei hochladen | Heldenfriedhof HERIS-ID: 21447 Objekt-ID: 17767                             | in Griminitzen Standort KG: Grafendorf           | Friedhof für die an der nahen Gebirgsfront gefallenen Soldaten des Ersten Weltkriegs. In der kleinen Kapelle wurde 1917 Generalmajor Josef Freiherr von Henneberg begraben. | BDA-Hist.: Q37862383 Status: § 2a Stand der BDA-Liste: 2025-06-30 Name: Heldenfriedhof GstNr.: 1887/2, 1890/2 Heldenfriedhof in Griminitzen                   |
| ja   | Datei hochladen | Kapelle Hl. Dreifaltigkeit HERIS-ID: 21449 Objekt-ID: 17769                 | südlich Katlingberg 1 Standort KG: Grafendorf    | Die Kapelle aus dem 17. Jahrhundert ist ein kleiner rechteckiger Bau mit hölzernem Dachreiter. Zur Einrichtung gehören ein barocker Dreifaltigkeitsaltar und ein Seitenaltar. | BDA-Hist.: Q37862412 Status: Bescheid Stand der BDA-Liste: 2025-06-30 Name: Kapelle Hl. Dreifaltigkeit GstNr.: .6 Dreifaltigkeitskapelle Katlingberg          |
| ja   | Datei hochladen | Ansitz Thurnhof HERIS-ID: 21441 Objekt-ID: 17761seit 2012                   | Kirchbach 1 Standort KG: Kirchbach               | Der Thurnhof ist ein dreigeschoßiger Bau mit Eckturm und Walmdach (Mitte 16. Jahrhundert). Urkundlich wurde er 1622 als Lehen „zum Thurn“ genannt. An seiner Stelle befand sich vermutlich ein Vorgängerbau aus dem 14. Jahrhundert (urk. 1322). Der Thurnhof wird heute gastronomisch genutzt. | BDA-Hist.: Q37862304 Status: Bescheid Stand der BDA-Liste: 2025-06-30 Name: Ansitz Thurnhof GstNr.: 1844/2                                                    |
| ja   | Datei hochladen | Pfarrhof HERIS-ID: 21439 Objekt-ID: 17759                                   | Kirchbach 5 Standort KG: Kirchbach               | Der Pfarrhof wurde 1856 errichtet und ab 2011 umfassend renoviert. An der Südfassade des nebenstehenden Pfarrstadels ist das gemalte Ziffernblatt einer Sonnenuhr (1572). | BDA-Hist.: Q37862240 Status: § 2a Stand der BDA-Liste: 2025-06-30 Name: Pfarrhof GstNr.: 1856/1 Pfarrhof Kirchbach (Gailtal)                                  |
| ja   | Datei hochladen | Zwei Friedhofsportale HERIS-ID: 21434 Objekt-ID: 17754                      | in Kirchbach Standort KG: Kirchbach              | Am südöstlichen Tor befinden sich bemerkenswerte Darstellungen von Heiligen (u. a. hl. Martin zu Pferd), die mit der Jahreszahl 1474 bezeichnet sind. Die von etwa 1700 stammenden Fresken (Beweinung Christi) am südwestlichen Tor wurden 1994 restauriert. | BDA-Hist.: Q63986352 Status: § 2a Stand der BDA-Liste: 2025-06-30 Name: Zwei Friedhofsportale GstNr.: 1682/3 Friedhofsportale Kirchbach (Gailtal)             |
| ja   | Datei hochladen | Kath. Pfarrkirche hl. Martin HERIS-ID: 21438 Objekt-ID: 17758               | in Kirchbach Standort KG: Kirchbach              | Die Kirche wurde 1508 erbaut und etwa 200 Jahre später barockisiert. Sie beinhaltet spätbarocke Deckengemälde, barocke Altäre und eine Rokokokanzel. Die ältesten Objekte in der Kirche sind ein gotischer Taufstein und eine Grabplatte von 1540. | BDA-Hist.: Q2082738 Status: § 2a Stand der BDA-Liste: 2025-06-30 Name: Kath. Pfarrkirche hl. Martin GstNr.: .59 Pfarrkirche Kirchbach (Gailtal)               |
| ja   | Datei hochladen | Kapelle hl. Nikolaus HERIS-ID: 21443 Objekt-ID: 17763                       | in Oberdöbernitzen Standort KG: Kirchbach        | Die Kapelle ist ein kleiner Bau mit westlichen Dachreiter, 3/8-Schluss und Korbbogenfenster. Im Inneren ist sie flach gedeckt. Der einfache frühklassizistische Altar stammt vom Ende des 18. Jahrhunderts. | BDA-Hist.: Q37862319 Status: § 2a Stand der BDA-Liste: 2025-06-30 Name: Kapelle hl. Nikolaus GstNr.: .114 Kapelle in Oberdöbernitzen                          |
| ja   | Datei hochladen | Evang. Pfarrkirche A.B. HERIS-ID: 21435 Objekt-ID: 17755                    | in Treßdorf Standort KG: Kirchbach               | Das Langhaus der 1903 errichteten neugotische Kirche ersetzte ein 1784 geweihtes Bethaus, und wurde südlich an den 1848 errichten Sakristeiturm angebaut. Im dreijochigen Saalbau befinden sich eine neugotische Westempore und eine neugotische Orgel. | BDA-Hist.: Q37862208 Status: § 2a Stand der BDA-Liste: 2025-06-30 Name: Evang. Pfarrkirche A.B. GstNr.: .19 Evangelische Kirche Treßdorf                      |
| ja   | Datei hochladen | Wegkapelle Troistöckl HERIS-ID: 25694 Objekt-ID: 22137                      | an der Gailtalstraße (B111) Standort KG: Reisach | Die Kapelle, ein einfacher Barockbau, beinhaltet einen kleinen Knorpelwerkaltar aus dem 17. Jahrhundert und ist ein einfaches, aber qualitäts- und stimmungsvolles Beispiel für die in der Gegenreformation in dieser Region geförderte Heiligenverehrung. Seit einer umfassenden Renovierung 2008 finden wieder monatlich Rosenkranzgebete in der Kapelle statt. Der Name der Kapelle erinnert an eine legendäre keltisch-römische Stadt Troi Risa, deren Ruinen durch einen Bergsturz 1348 verschüttet worden sein sollen.                               | BDA-Hist.: Q37895838 Status: Bescheid Stand der BDA-Liste: 2025-06-30 Name: Wegkapelle Troistöckl GstNr.: 2704                                                |
| ja   | Datei hochladen | Gangl-Stöckl HERIS-ID: 5832 Objekt-ID: 1706                                 | in Reisach Standort KG: Reisach                  | Das Gangl-Stöckl ist ein bedeutender spätgotischer Nischenbildstock mit 1994 neu gedecktem Schindelhelm. Die mit 1499 bezeichneten Malereien sind zum Teil übertüncht. Dargestellt sind: im Westen die Ölbergszene, im Süden die Kreuzigung, im Osten die Mondsichelmadonna und im Norden der heilige Christophorus. Im Unterbau ist ein römerzeitlicher Grabstein für „Amandus, Sklaven und Zollbeamter des T. Julius Saturninus, gestiftet von den Zollverwaltern Maturus und Mercator“ eingearbeitet.                                                   | BDA-Hist.: Q37855640 Status: § 2a Stand der BDA-Liste: 2025-06-30 Name: Gangl-Stöckl GstNr.: 2601/1 Gangl-Stöckl                                              |
| ja   | Datei hochladen | Hauserstöckl HERIS-ID: 5833 Objekt-ID: 1707                                 | in Reisach Standort KG: Reisach                  | Das Hauserstöckl ist ein um 1500 entstandener gotischer Bildstock. Der gemauerte, quadratische Nischenbildstock mit Schindelhelm ist am Schaft mit Rautenmuster bemalt. Die Bilder zeigen im Norden die Kreuzigung, im Westen die Verkündigung, im Osten die Pietà und im Süden den heiligen Achatius. Weiters sind die Heiligen Leonhard, Christophorus, Sebastian, Dorothea, Ambrosius und Wolfgang zu sehen. | BDA-Hist.: Q37855680 Status: § 2a Stand der BDA-Liste: 2025-06-30 Name: Hauserstöckl GstNr.: 2609 Hauserstöckl                                                |
| ja   | Datei hochladen | Kath. Filialkirche hl. Johannes der Täufer HERIS-ID: 21424 Objekt-ID: 17744 | Stranig Standort KG: Reisach                     | Der romanische Kern der um 1050 urkundlich erwähnten Kirche wurde spätgotisch erhöht und verlängert: der Triumphbogen ist mit der Jahreszahl 1562 versehen, und etwa aus derselben Zeit stammt die Wandmalerei Armer Lazarus an der südlichen Chorwand. Im Chor und im Langhaus sind Kreuzgratgewölbe. Der Hochaltar (1670/80) trägt ein jüngeres Bild des hl. Johannes d. Täufer. Auch ein Josefsaltar aus dem 17. Jahrhundert, eine barocke Kanzel, ein barocker Taufstein und spätbarocke bäuerliche Kreuzwegbilder zählen zur Einrichtung.             | BDA-Hist.: Q1413275 Status: § 2a Stand der BDA-Liste: 2025-06-30 Name: Kath. Filialkirche hl. Johannes der Täufer GstNr.: 3021 Kirche Stranig (Gailtal)       |
| ja   | Datei hochladen | Kath. Pfarrkirche hll. Petrus und Paulus HERIS-ID: 21421 Objekt-ID: 17741   | in Reisach Standort KG: Reisach                  | Die spätklassizistische Kirche wurde 1850 errichtet; im Erdgeschoß des Nordturms sind gotische Gewölbe vom Vorgängerbau (urkundlich 1355 erwähnt). Die Einrichtung stammt aus dem 19. Jahrhundert: frühklassizistische Kanzel, Orgel von Josef Grafenauer, und neobarocke Altäre, die ebenso wie die Gewölbemalereien 1888 angefertigt wurden. | BDA-Hist.: Q2082919 Status: § 2a Stand der BDA-Liste: 2025-06-30 Name: Kath. Pfarrkirche hll. Petrus und Paulus GstNr.: .53 Pfarrkirche Reisach               |
| ja   | Datei hochladen | Kath. Filialkirche hl. Anastasia HERIS-ID: 21422 Objekt-ID: 17742           | südlich Reisach 90 Standort KG: Reisach          | Die 1600 erstmals urkundlich genannte Kirche ist ein kleiner Bau mit einem geraden Chorschluss, einem östlichen Dachreiter und einer westlichen Vorhalle. Im flachgedeckten Inneren steht ein Altar vom Ende des 17. Jahrhunderts. | BDA-Hist.: Q37862078 Status: § 2a Stand der BDA-Liste: 2025-06-30 Name: Kath. Filialkirche hl. Anastasia GstNr.: .6 Filialkirche hl. Anastasia (Reisach)      |
| ja   | Datei hochladen | Pfarrhof HERIS-ID: 21428 Objekt-ID: 17748                                   | Waidegg 1 Standort KG: Waidegg                   | Der kleine zweigeschoßige Bau mit zwei und drei Fensterachsen stammt aus dem 17. Jahrhundert. Die Gliederung der Fassade lehnt sich an jener der Kirche an. | BDA-Hist.: Q37862119 Status: § 2a Stand der BDA-Liste: 2025-06-30 Name: Pfarrhof GstNr.: .11 Pfarrhof Waidegg                                                 |
| ja   | Datei hochladen | Kath. Pfarrkirche hl. Thomas HERIS-ID: 21427 Objekt-ID: 17747               | in Waidegg Standort KG: Waidegg                  | Die kleine frühbarocke Kirche wurde Ende des 17. Jahrhunderts um den Turm ergänzt. Der Hauptaltar stammt etwa von 1677. 1725 wurde das Langhaus verlängert, unmittelbar darauf entstanden die Seitenaltäre und die Kanzel. Die Wandmalereien im Inneren aus der ersten Hälfte des 19. Jahrhunderts sind von Christof Brandstätter. Auf der klassizistischen Orgel sind die Inschrift „Kaiser Ferdinand I“ und das Wappen von Österreich. 1979 wurde die Kirche renoviert.                                                                                  | BDA-Hist.: Q2083280 Status: § 2a Stand der BDA-Liste: 2025-06-30 Name: Kath. Pfarrkirche hl. Thomas GstNr.: .12 Pfarrkirche Waidegg                           |